# Райдолина
Райдоли́на — село в Україні, у Вознесенському районі Миколаївської області. Населення становить 100 осіб. Орган місцевого самоврядування — Веселинівська селищна об'єднана територіальна громада.

## Цікаві факти
В південно-східній околиці села розташований ландшафтний заказник місцевого значення Райдолинський степ, що створений рішенням Миколаївської обласної ради #24 від 21.12.2021 року..
В заказнику охороняється найбільший цілинний степовий масив в басейні річки Чичиклії.
На півночі розташований орнітологічний заказник місцевого значення "Веселинівські плавні площею більше 200 га, де охороняється близько 160 видів орнітофауни, що занесені до Червоної книги України та Додатків Бернської конвенції..